# 사운드크래프트

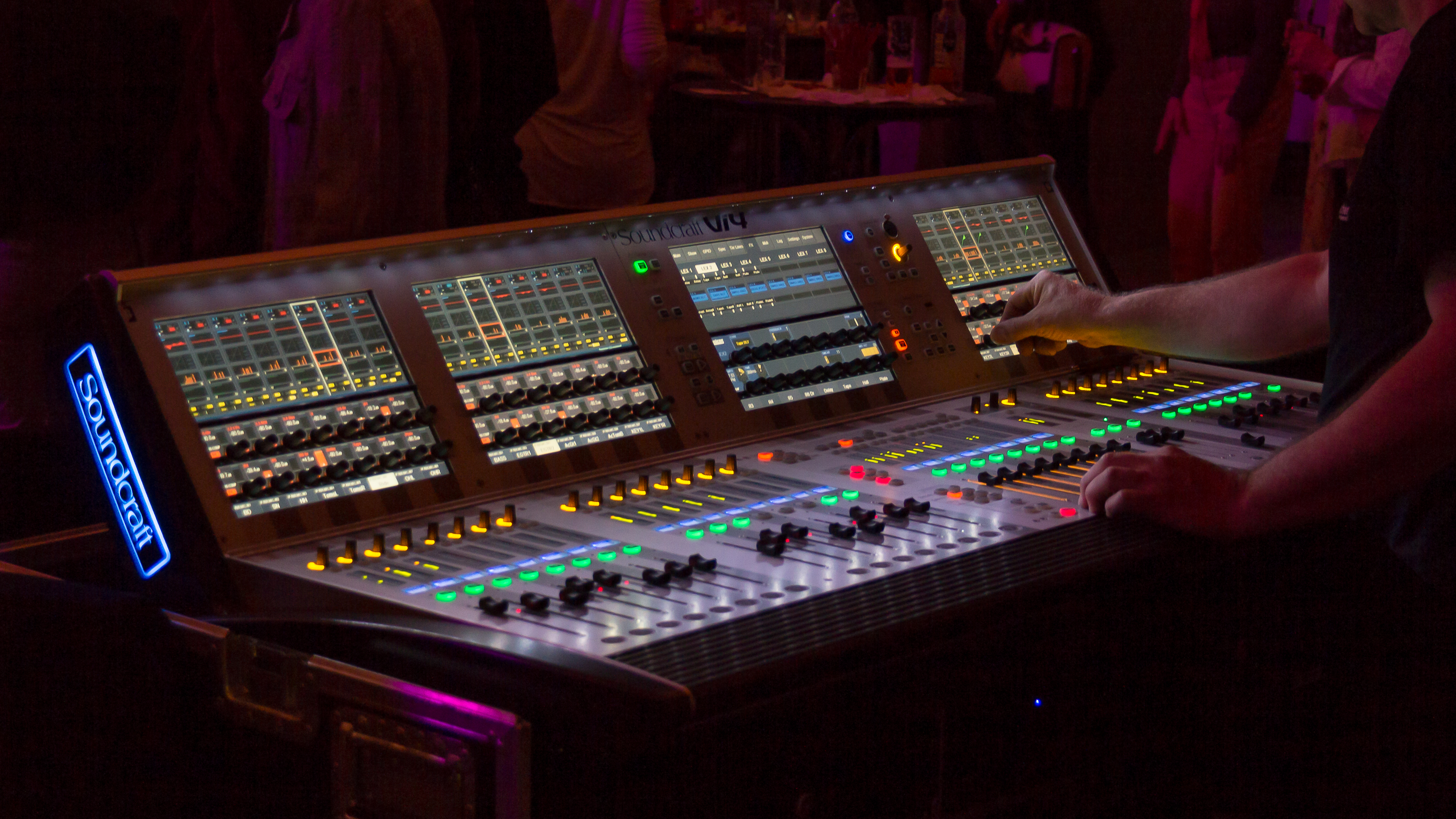

사운드크래프트(Soundcraft)는 영국의 오디오 믹서 및 기타 전문 오디오 장비를 제조하는 회사이다. 오디오 엔지니어에 의해 창립된 회사이다.

## 모델
현재의 아날로그 믹싱 콘솔 모델
- 생방송: GB2, GB2R 12/2, GB2R 16, GB4, GB8, Live8, LX7ii, LX9
- 방송: RM100. RM105
- 다목적: EFX, EPM, FX16ii
- 녹취 및 후반 작업: M 시리즈
- 시그너처 시리즈: 시그너처 10, 시그너처 12, 시그너처 16, 시그너처 22
- 시그너처 MTK 시리즈: 시그너처 12 MTK, 시그너처 22 MTK

현재의 디지털 믹싱 콘솔 모델
- Ui12, Ui16
- Si 임팩트
- Si 익스프레션 1, Si 익스프레션 2, Si 익스프레션 3
- Si 퍼포머 1, Si 퍼포머 2, Si 퍼포머 3
- Vi1, Vi2, Vi4, Vi6
- Vi2000, Vi3000, Vi5000, Vi7000